# Ron Washington
Ronald Washington (né le 29 avril 1952 à La Nouvelle-Orléans, Louisiane, États-Unis) est l'ancien manager des Rangers du Texas en Ligue majeure de baseball et un ancien joueur d'arrêt-court.
Avec 664 victoires en 1 275 matchs, Ron Washington est le gérant qui a gagné le plus de matchs chez les Rangers et qui les a dirigé pour le plus grand nombre de parties. Il mène la franchise à ses deux premiers titres de la Ligue américaine et à ses deux premières participations à la Série mondiale, en 2010 et 2011.
Depuis août 2015, Washington est instructeur de troisième but des Athletics d'Oakland.

## Carrière de joueur
Ron Washington signe son premier contrat professionnel avec les Royals de Kansas City le 17 juillet 1970 et commence sa première saison en 1971 en Gulf Coast League comme receveur. Il progresse dans l'organisation des Royals jusqu'au niveau AA en Eastern League avant d'être transféré aux Dodgers de Los Angeles le 2 novembre 1976. En 1977, il partage son temps de jeu entre la Texas League (niveau AA) et la Pacific Coast League (niveau Triple-A), puis finit la saison avec les Dodgers au mois de septembre. En 10 rencontres au poste d'arrêt-court, il frappe avec une moyenne de 0,368 (7 pour 19) et marque 4 points. En 1978, il retourne en ligues mineures avec les Albuquerque Dukes comme joueur de troisième but. Juste avant le début de la saison 1980, il est transféré aux Twins du Minnesota. Il revient en Ligue majeure à la fin de la saison 1981 pour 28 matchs au mois de septembre, puis enchaîne avec sa première saison complète avec 119 matchs en 1982. Il finit avec une moyenne de 0,271, 5 circuits et 39 points produits (meilleurs totaux en carrière). Le 30 mars 1987, il est libéré par les Twins et signe un contrat avec les Orioles de Baltimore une semaine plus tard. Le 14 septembre 1987, il entre dans l'histoire des Orioles en remplaçant Cal Ripken Jr. au poste d'arrêt-court, mettant fin à sa série impressionnante de 8 243 manches consécutives à ce poste (903 matchs depuis le 5 juin 1982. En 1988, il rejoint les Indians de Cleveland pour seulement 69 matchs et finit sa carrière en Ligue majeure avec les Astros de Houston en 1989 avec 7 matchs.  À 38 ans, il rejoint l'Association américaine et les Oklahoma RedHawks pour sa dernière saison en tant que joueur.

## Carrière d'entraîneur
En 1991, il commence sa carrière d'instructeur avec les Tidewater Tides, l'équipe affiliée des Mets de New York en Ligue internationale. En 1993, il est nommé manager des Capital City Bombers, l'équipe affiliée des Mets en South Atlantic League. En deux saisons, il totalise 123 victoires pour 153 défaites avec son équipe qui termine 7e puis 8e de sa division. En 1995, il revient au poste d'instructeur avec les Norfolk Tides. Il change d'organisation la saison suivante en s'engageant avec les Athletics d'Oakland pour le poste d'instructeur de premier but, puis entame une série de 10 saisons en tant qu'instructeur de troisième but en 1996. En 2004, Eric Chavez, le troisième but des Athletics dédicace son troisième gant doré à son instructeur et lui offre son trophée pour l'avoir amené à ce niveau.
Le 6 novembre 2006, Ron Washington est engagé comme manager des Rangers du Texas en remplacement de Buck Showalter, viré un moins auparavant après quatre saisons sans atteindre les séries de fin de saison,.
Le 17 mars 2010, le magazine Sports Illustrated révèle que Washington a échoué un contrôle antidopage en juillet 2009, en plein milieu de la saison du baseball majeur. Le manager admet immédiatement avoir été testé positif pour de la cocaïne et présente ses excuses publiques. Il dit en avoir consommé en une seule occasion durant l'année et avoir réalisé plus tard qu'il échouerait probablement un test. Il avait alors averti alors les autorités de la Ligue majeure, puis offert à ses patrons des Rangers sa démission. Ceux-ci l'avaient refusée et choisi de garder Washington en poste. 
Malgré la controverse précédant le début du calendrier régulier, Washington et les Rangers connaissent une brillante saison, enlevant le titre de la division Ouest de la Ligue américaine avec 90 victoires, loin devant les Athletics d'Oakland. Il s'agit du premier championnat et de la première qualification en séries éliminatoires pour les Rangers depuis 1999. Sous les ordres de Washington, les Rangers remportent pour la première fois une série d'après-saison (contre les Rays de Tampa Bay en Série de divisions) puis, après avoir éliminé les champions en titre, les Yankees de New York, en Série de championnat, ils atteignent la Série mondiale pour la première fois de leur histoire. Texas s'incline cependant en cinq parties devant San Francisco. L'un des favoris au titre de manager de l'année 2010, Ron Washington voit toutefois son homologue des Twins du Minnesota, Ron Gardenhire, lui être préféré pour ce titre.

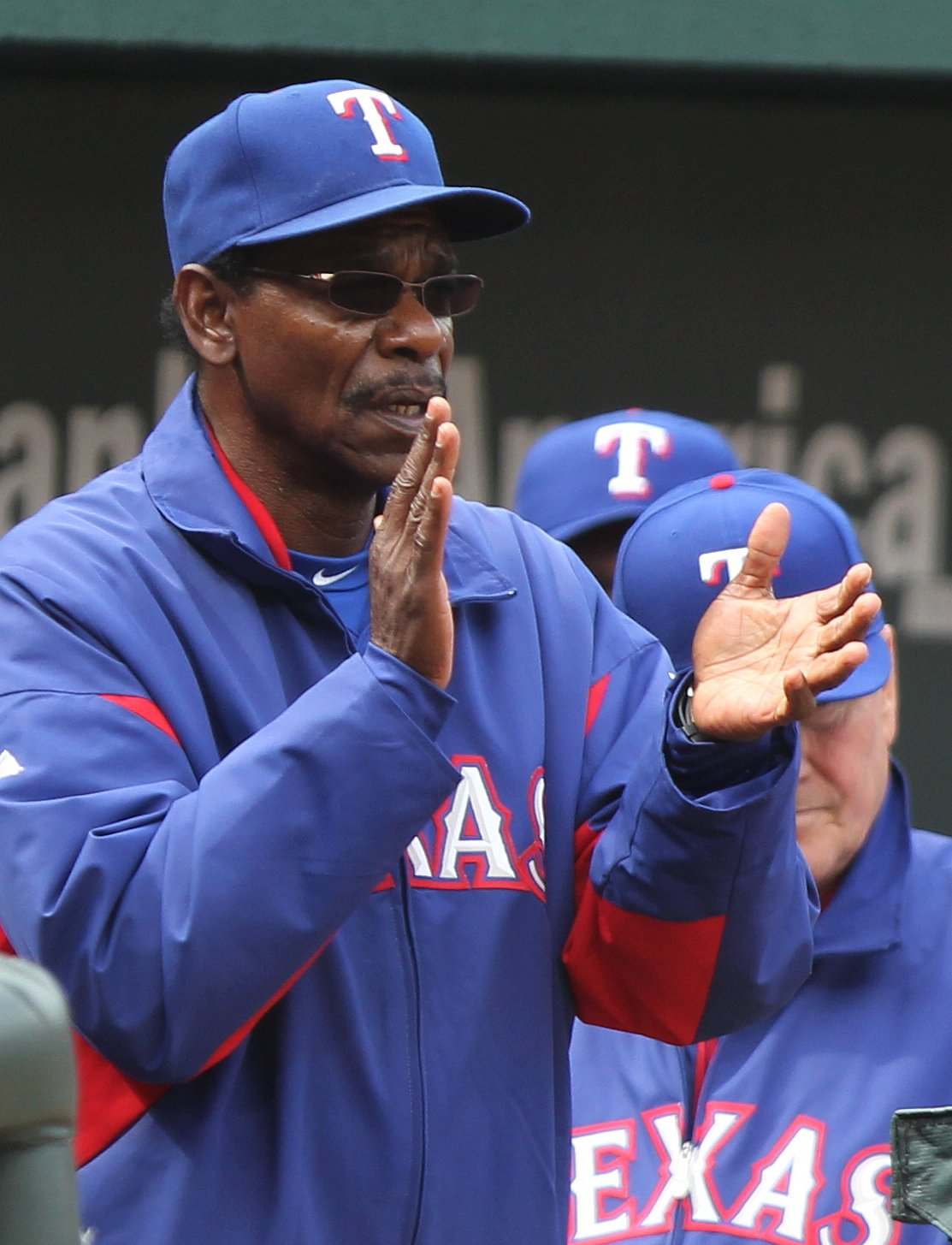
Ron Washington en 2011.

Après la défaite en Série mondiale 2010, les Rangers remportent à nouveau le titre de leur division, cette fois avec 96 victoires et 66 défaites, pour atteindre la Série mondiale 2011 contre les champions de la Ligue nationale, les Cardinals de Saint-Louis. Venus à une seule prise de remporter le titre, les Rangers sont victimes d'un spectaculaire ralliement des Cardinals, qui gagnent le titre en 7 parties et infligent aux Rangers une deuxième défaite en deux ans en grande finale.
En 2012 et 2013, de désolantes fins de saison laissent les Rangers chaque fois au 2e rang de leur division derrière les A's d'Oakland. Avec une fiche de 93-69, Texas se qualifie toutefois pour les éliminatoires une 3e année de suite en 2012, mais les ennuis de leur dernière semaine, où ils ont été battus 3 fois de suite par les A's, se transportent en éliminatoires et ils voient leur aventure se terminer par une défaite aux mains des Orioles de Baltimore dans le match de meilleur deuxième.
Avec une victoire des Rangers à Oakland le 4 août 2013, Ron Washington savoure un 582e triomphe à la barre des Rangers pour devenir le gérant comptant le plus de victoires dans l'histoire des Rangers. À son 1 084e match aux commandes des Rangers, Washington dépasse l'ancien tenant du record, Bobby Valentine, qui avait mis 1 186 rencontres pour atteindre ce chiffre entre 1985 et 1992.
En 2013, les Rangers gagnent 91 matchs malgré une attaque qui fait moins bien qu'auparavant. Leur mois de septembre est ardu avec 12 victoires en 28 matchs. Ils terminent l'année avec le même dossier (91-71) que les Rays de Tampa Bay et sont forcés de disputer à ceux-ci un match de bris d'égalité pour la dernière place disponible en éliminatoires. Ils perdent celui-ci devant leurs partisans au Texas. 
En février 2014, Washington, qui est sous contrat pour la saison qui vient, signe une prolongation de contrat d'un an qui devait lui permettre de diriger les Rangers en 2015. Cependant, la saison 2014 des Rangers s'avère désastreuse, avec un nombre de blessés sans précédent. Le 5 septembre 2014, les Rangers sont avec 53 victoires et 87 défaites la pire équipe du baseball majeur, et Washington remet sa démission, citant des soucis dans sa vie personnelle. L'équipe indique qu'elle avait toujours l'intention de lui confier le club en 2015, et offre le poste de gérant par intérim à l'instructeur Tim Bogar.
En août 2015, Washington retourne chez les Athletics d'Oakland en tant qu'instructeur de troisième but.

## Bilan de manager
| Équipe | Année  | Saison régulière | Saison régulière | Saison régulière | Saison régulière |  | Séries éliminatoires | Séries éliminatoires | Séries éliminatoires | Séries éliminatoires           |
| Équipe | Année  | Vic.             | Déf.             | % Vic.           | Place            |  | Vic.                 | Déf.                 | % Vic.               | Résultats                      |
| Texas  | 2007   | 75               | 87               | 0,462            | 4e AL Ouest      |  | -                    | -                    | -                    |                                |
| Texas  | 2008   | 79               | 83               | 0,488            | 2e AL Ouest      |  | -                    | -                    | -                    |                                |
| Texas  | 2009   | 87               | 75               | 0,537            | 2e AL Ouest      |  | -                    | -                    | -                    |                                |
| Texas  | 2010   | 90               | 72               | 0,556            | 1er AL Ouest     |  | 8                    | 8                    | 0,500                | Finaliste de la Série mondiale |
| Texas  | 2011   | 96               | 66               | 0,593            | 1er AL Ouest     |  | 10                   | 7                    | 0,588                |                                |
| Totaux | Totaux | 427              | 383              | 0,527            |                  |  | 18                   | 15                   | 0,545                |                                |